# Ham (Bibeln)

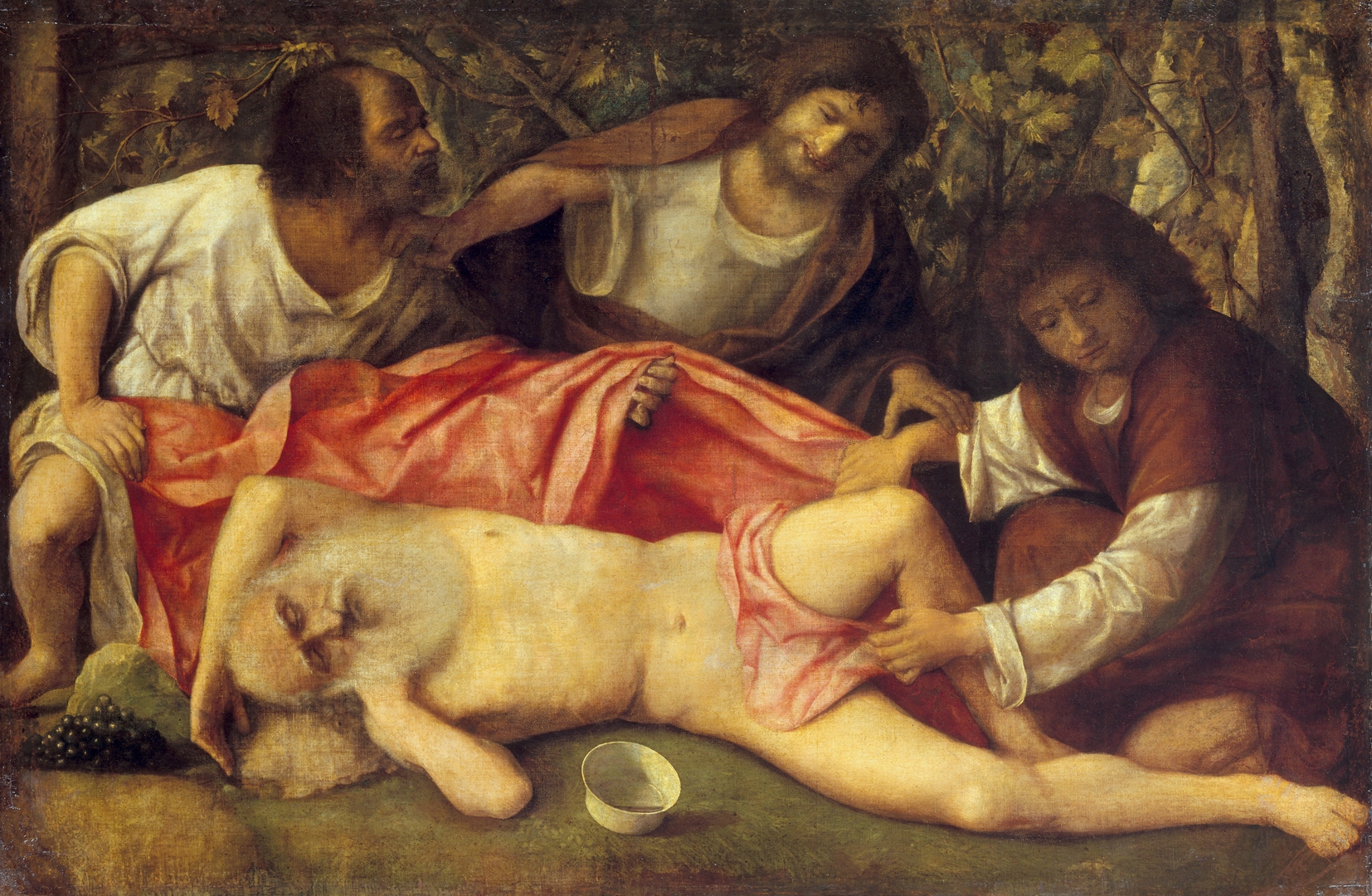
Sem, Ham och Jafet med Noa. Målning av Giovanni Bellini.

Ham är i Gamla testamentet i Bibeln en av Noas söner och far till Kush, Mizraim, Phut och Kanaan.